# ترنگانه (پوژارواتس)
ترنگانه (به صربی: Trnjane) یک منطقهٔ مسکونی در صربستان است که در ناحیه برانیچوو واقع شده‌است. ترنگانه ۹۱۵ نفر جمعیت دارد.